# A New Era of Corruption
A New Era of Corruption — третій студійний альбом американського дезкор-гурту Whitechapel, випущений 8 червня 2010 року. У США за перший тиждень продажів було продано трохи менше 10,700 копій альбому, що помістило його на 43 місце в чарті Billboard 200. Це останній альбом гурту записаний з ударником Кевіном Лейном.

## Передісторія та запис
Сесія запису альбому тривала з 27 грудня 2009 року по січень 2010 року, продюсером альбому був обраний Джейсон Суекоф. Було оголошено, що запис альбому повністю завершено 31 березня 2010 року. Гітарист гурту, Алекс Вейд сказав: «Я думаю, що цей запис справді демонструє, на якому етапі нашої кар’єри ми знаходимося як музиканти. A New Era of Corruption — найважчий і найагресивніший матеріал, який ми коли-небудь записували». У тому ж інтерв'ю, Вейд підтвертив, що альбом має вийти 8 червня, 2010 року.
Назва альбому походить від фрагменту тексту пісні «Possession», з їх попереднього альбому, This Is Exile. A New Era of Corruption став першим альбомом Whitechapel, який не має заголовної пісні.

## Теми пісень
Ліричні теми A New Era of Corruption виходять за звичні рамки гурту, чого не було в попередніх альбомах. На відміну від The Somatic Defilement, що є розповіддю від імені Джека Різника та This Is Exile, що містить політичні та антирелігійні теми, A New Era of Corruption став першим не концептуальним альбомом колективу. Загалом альбом зосереджений на негативних темах, наприклад, «Devolver» написана в рамках концепції деволюції суспільства та того, як воно створило «жорстоких і ненависних осіб», тоді як «Breeding Violence» була написана про зростання корупції в суспільстві після подій 11 вересня, а пісня «Animus» розповідає про смерть матері вокаліста Філа Бозмана.

## Список композицій
Автор слів Філ Бозман. 
| #     | Назва                                                             | Автор музики                 | Тривалість |
| ----- | ----------------------------------------------------------------- | ---------------------------- | ---------- |
| 1.    | «Devolver»                                                        | Бен Савадж                   | 3:58       |
| 2.    | «Breeding Violence»                                               | Савадж                       | 3:19       |
| 3.    | «The Darkest Day of Man»                                          | Савадж                       | 3:00       |
| 4.    | «Reprogrammed to Hate» (за участі Чіно Морено із Deftones)        | Савадж, Алекс Вейд           | 3:45       |
| 5.    | «End of Flesh»                                                    | Савадж, Вейд, Зак Хаусхолдер | 4:03       |
| 6.    | «Unnerving»                                                       | Householder                  | 3:39       |
| 7.    | «A Future Corrupt»                                                | Савадж                       | 2:57       |
| 8.    | «Prayer of Mockery»                                               | Савадж                       | 3:35       |
| 9.    | «Murder Sermon» (за участі Вінсента Беннета із The Acacia Strain) | Wade, Householder            | 3:59       |
| 10.   | «Necromechanical»                                                 | Савадж, Бозман               | 4:21       |
| 11.   | «Single File to Dehumanization»                                   | Савадж                       | 4:43       |
| 43:39 |                                                                   |                              |            |

| Digital and vinyl bonus track | Digital and vinyl bonus track | Digital and vinyl bonus track | Digital and vinyl bonus track |
| #                             | Назва                         | Автор музики                  | Тривалість                    |
| ----------------------------- | ----------------------------- | ----------------------------- | ----------------------------- |
| 12.                           | «Animus»                      | Савадж                        | 3:35                          |
| 44:52                         |                               |                               |                               |

## Учасники запису
Whitechapel
- Філ Бозман — вокал
- Бен Савадж  — соло-гітара
- Алекс Вейд  — ритм-гітара
- Зак Хаусхолдер — гітара
- Ґейб Крісп — бас-гітара
- Кевін Лейн — ударні

Запрошені музиканти
- Вінсент Беннет (The Acacia Strain) — вокал у «Murder Sermon»
- Чіно Морено (Deftones) — вокал у «Reprogrammed to Hate»
- Коул Мартінес — додаткове звукове оформлення, семпли
- Джейсон Суекоф — гітарне соло в «A Future Corrupt» та «Necromechanical»

Продюсування
- Джейсон Суекоф — інженерія, міксування, мастеринг
- Марк Льюїс — запис ударних
- Whitechapel — продюсування
- Алан Душес — мастеринг
- Шон Лопез — запис вокалу Чіно Морено

Дизайн обкладинки
- Брент Елліот Вайт — обкладинка
- Whitechapel — художнє керівництво

## Чарти
| Чарт (2010)                           | Найвища позиція |
| ------------------------------------- | --------------- |
| США Billboard 200                     | 43              |
| США Top Hard Rock Albums (Billboard)  | 5               |
| США Independent Albums (Billboard)    | 3               |
| США Top Rock Albums (Billboard)       | 12              |
| США Top Tastemaker Albums (Billboard) | 18              |